# Hjalte Hultén
Magnus Anders Hjalte Hultén, född 12 april 1912 i Lund, dåvarande Malmöhus län, död 20 december 1995 i Lunds domkyrkoförsamling, var en svensk läkare. Han var far till Lars Hultén och Carin Stenström.
Hjalte Hultén var son till överläraren Josef Hultén och Amanda Magnusson. Efter studentexamen 1930 blev Hultén medicine kandidat 1935 och medicine licentiat vid Lunds universitet 1943. Han blev assisterande läkare vid finländska Röda Korsets krigssjukhus 3 i Helsingfors 1940, Kvinnokliniken på Lunds lasarett 1943–1944, extra bataljonsläkare vid Garnisonssjukhuset i Skövde 1945–1946, assisterande läkare vid medicinska kliniken på Lunds lasarett 1946, extra läkare och underläkare vid medicinska kliniken på Malmö allmänna sjukhus 1947–1952, praktiserande läkare i Lund från 1952. Han var läkare och styresman vid Ribbingska sjukhemmet i Lund från 1954. Hultén var kurator för Lunds nation 1935 och 1936 samt ordförande i Lunds studentkår 1939. Han hade utmärkelserna FFrK-4klmsv och FMM.
Hultén var från 1942 gift med filosofie magister Eva Malmgren (1914–2000), dotter till juristen, professor Robert Malmgren och Esther Holmberg. De fick barnen Lars (1943–2017), Staffan 1945, Carin 1947, Gertrud 1951 och Ragnhild 1955. Han är begravd på Norra kyrkogården i Lund.